# Босли, Том
Том Босли (англ. Tom Bosley; 1 октября 1927, Чикаго, Иллинойс — 19 октября 2010, Ранчо-Мираж, США) — американский актёр, наиболее известный по ролям в сериалах «Счастливые дни», «Она написала убийство» и «Тайны отца Даулинга».

## Биография
Томас Эдвард Босли родился в еврейской семье в Чикаго. Во время Второй мировой войны служил в Военно-морских силах США.
В 1947 году, во время обучения в Университете Де Поля в Чикаго, состоялся его театральный дебют. В 1949 году был удостоен премии «Тони», за роль в бродвейском мюзикле «Фиорелло!». В кино актёр дебютировал в 1963 году в фильме «Любовь с подходящим незнакомцем», в котором снимался вместе с Натали Вуд.
Дальнейшая его карьера была сосредоточена на телевидении, где он стал известен благодаря своим ролям в телесериалах «Счастливые дни», «Она написала убийство» и «Тайны отца Даулинга». Благодаря своему запоминающемуся голосу, Том часто принимал участие в озвучивании мультфильмов, телепередач и документальных фильмов. Последней его ролью стал Артур в романической комедии 2010 года «План Б» с Дженнифер Лопес в главной роли.
В 1990 году он сделал радиорекламу для новой автомобильной компании Saturn. Позже он был телевизионным представителем SMC (Specialty Merchandise Corporation).
Том Босли умер 19 октября 2010 года в возрасте 83 лет в своём доме в Палм-Спрингс, штат Калифорния, от стафилококковой инфекции.

## Избранная фильмография
| Год       |    | Русское название                                | Оригинальное название                           | Роль                         |
| --------- | -- | ----------------------------------------------- | ----------------------------------------------- | ---------------------------- |
| 1963      | ф  | Любовь с подходящим незнакомцем                 | Love with the Proper Stranger                   | Энтони Колумбо               |
| 1967      | ф  | Развод по-американски                           | Divorce American Style                          | Фарли                        |
| 1968      | ф  | Тайная война Гарри Фригга                       | The Secret War of Harry Frigg                   | Генерал Роско Пеннипакер     |
| 1968      | ф  | Твоё, моё и наше                                | Yours, Mine and Ours                            | Семейный доктор              |
| 1974—1984 | с  | Счастливые дни                                  | Happy Days                                      | Говард Каннингем             |
| 1982—1987 | с  | Любовная лодка                                  | The Love Boat                                   | Гарри Мичэм / Джордж Хэммонд |
| 1982      | ф  | Жена О'Хары                                     | O'Hara's Wife                                   | Фрэд О’Хара                  |
| 1984—1988 | с  | Она написала убийство                           | Murder, she wrote                               | Шериф Эймос Таппер           |
| 1987—1991 | с  | Тайны отца Даулинга                             | Father Dowling Mysteries                        | Отец Даулинг                 |
| 1987      | мф | Пиноккио и Император Тьмы                       | Pinocchio and the Emperor of the Night          | Джиппетто                    |
| 1997      | ф  | Маленький лесной человечек 2: Возвращение домой | Little Bigfoot 2: The Journey Home              | Рейнджер Таскер              |
| 2000      | в  | Оранжевый мишка                                 | The Tangerine Bear: Home in Time for Christmas! | Мистер Уинкли                |
| 2005      | ф  | Поп-звезда                                      | Popstar                                         | Харви                        |
| 2010      | ф  | План Б                                          | The Back-up Plan                                | Артур                        |